# Метин, Тюмер
Тюме́р Мети́н (тур. Tümer Metin; 14 октября 1974, Зонгулдак, Турция) — турецкий футболист, левый и атакующий полузащитник, футбольный комментатор.

## Карьера
Тюмер Метин — атакующий полузащитник, известный высокой техникой, игровым видением и умением забивать голы. Он также отличается хорошей работоспособностью и точностью при выполнении штрафных ударов. 
Начал карьеру профессионального игрока в местном клубе «Зонгулдакспор», игравшем в третьей турецкой лиге. В 1997 году перебрался в «Самсунспор», в котором он впервые оказался в турецкой Суперлиге. Первый матч он провёл 19 октября 1997 года против «Алтая», выйдя на замену за пять минут до конца матча. 
В 2001 году вместе с одноклубником Ильханом Мансызом перешёл в стамбульский «Бешикташ». Благодаря прекрасной игре, отыграв 34 матча он забил 10 мячей, сумма трансфера Метина поднялась до 890 тысяч евро. 
В «Бешикташе», в первом же сезоне 2001/02, завоевал с клубом бронзовые медали чемпионата и был финалистом Кубка Турции, отыграв 34 матча, забил 8 мячей, а его напарник Мансыз забил 21 мяч и стал лучшим бомбардиром сезона. В следующем сезоне 2002/03 и вовсе завоевал золото чемпионата, после чего начал регулярно вызываться в сборную страны. 
В последующих сезонах Метин с «Бешикташем» два раза становился бронзовым призёром, а в сезоне 2005/06 помог клубу выиграть Кубок Турции, забив в финале два мяча - первый гол команды и решающий гол в дополнительное время. В этом матче проиграл«Фенербахче» со счетом 3:2.
В 2006 году Метин стал игроком «Фенербахче», с которым выиграл чемпионат Турции, а спустя полтора года был отдан в аренду греческому клубу «Лариса». После окончания аренды вернулся в «Фенербахче», но уже через полгода вновь подписал контракт с «Ларисой».
Летом 2011 года сменил команду, подписав контракт с другим греческим клубом «Керкира», где в начале 2012 года закончил свою профессиональную карьеру.
В 2013 году выпустил автобиографию под названием Metin Olmak.

## Карьера в сборной
В сборную Метин попал в зрелом возрасте. Дебютный матч за сборную Турции он провёл в 28 лет, 12 февраля 2003 года, против сборной Украины, в котором отыграл 35 минут. 
Первый официальный матч сыграл 6 сентября 2003 года против сборной Лихтенштейна, в котором забил свой первый гол за национальную команду. 
Тюмер Метин выступал на Евро-2008, появлялся в двух матчах, против сборных Швейцарии и Германии, проведя на поле 49 минут. После успешного выступления сборной на турнире принял решение завершить карьеру в национальной команде.

## Достижения
- Бешикташ
  - Чемпион Турции (1):  2002/03
  - Бронзовый призёр турецкой Суперлиги (3): 2001/02, 2003/04, 2005/06
  - Обладатель Кубка Турции: 1 (2005/06)
  - Финалист Кубка Турции: 1 (2001/02)
- Фенербахче
  - Чемпион Турции (1):  2006/07
- Сборная Турции
  - Бронзовый призёр Евро-2008